# 真野郷子
真野 郷子（まの きょうこ、1956年（昭和31年）10月5日 - ）は、日本の体操選手である。1976年モントリオールオリンピックに出場した。